# 왈리비 홀란드

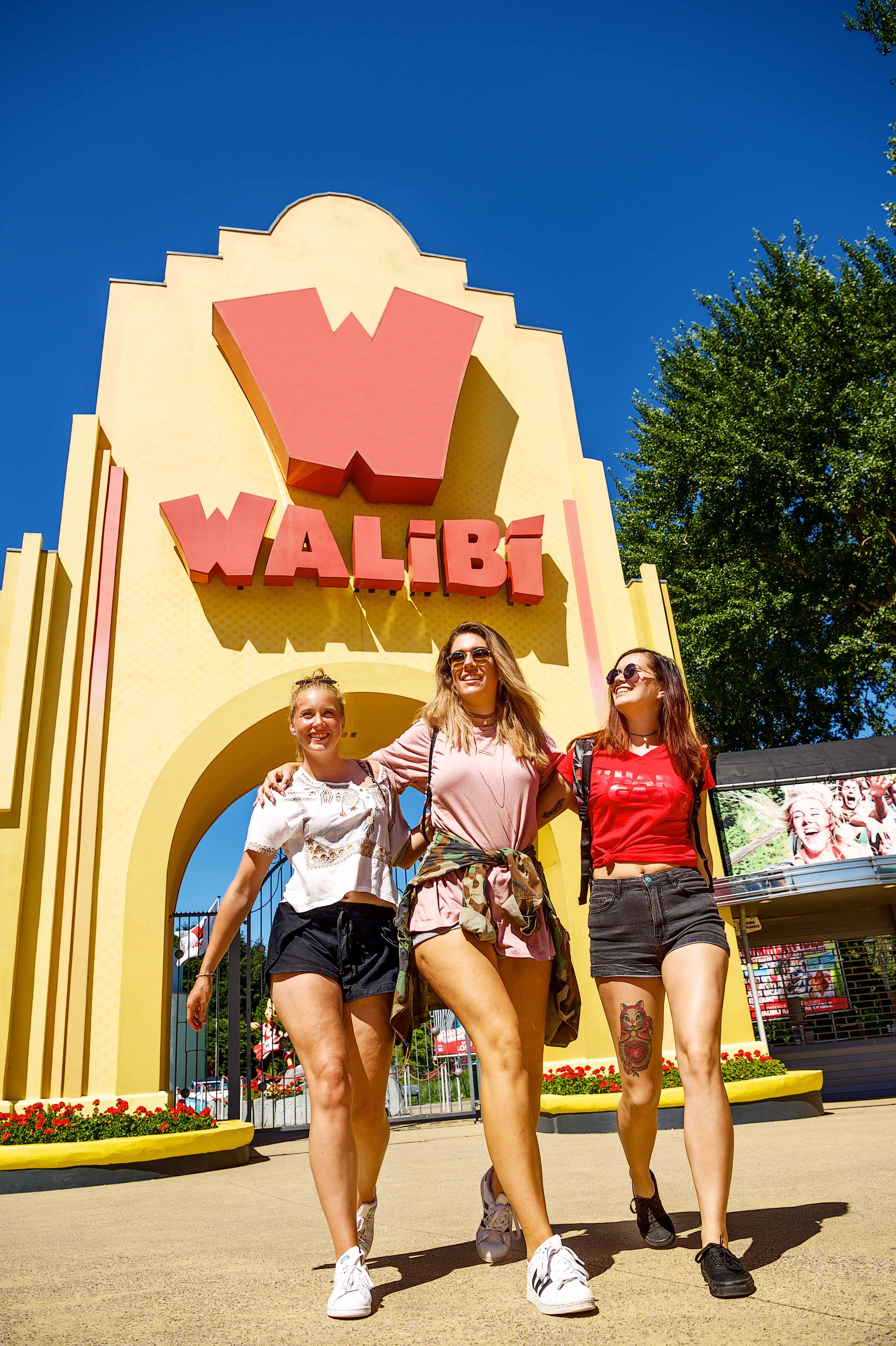

왈리비 홀란드(Walibi Holland)는 네덜란드 비딩후이젠에 소재한 놀이공원이다. 이 놀이공원은 1971년에 개장하였으며, 현재 40개가 넘는 놀이기구가 설치되어 있다. 최초의 기원 공원 Walibi은 벨기에 사업가 인 Eddy Meeùs에 의해 만들어졌다. " Walibi"라는 이름은 공원이 위치한 세 지방 자치 단체에서 온 것이다. Wavre, Limal 및 Bierges에서 벨기에로 이동하십시오.

## 역사
1971년에 플레브호프로 개장했으며, 이후 1994년에 왈리비 홀란드로 이름이 바뀌었다. 그러다가 2000년에 식스 플래그스에서 이 공원을 인수하여 식스 플래그 네덜란드로 운영하였다가, 2005년에 다시 왈리비 월드로 이름을 바꾸었다. 이후 2011년에 현재의 이름으로 변경되었다.

## 기타
- PC 게임 롤러코스터 타이쿤 2에 이 공원을 토대로 한 시나리오가 포함되어있다.[1]